# Floribella (telenovela portoghese)
Floribella è una telenovela portoghese, adattamento della telenovela argentina Flor - Speciale come te, realizzato da Cris Morena. Le prime puntate vennero trasmesse su SIC un programma pubblico portoghese. Lo show è stato trasmesso, dopo il grande successo della serie in tutto il Portogallo, nel teatro Ri-Fixe di Lisbona.

## Canzoni
- Floribella - (Floricienta)
- Quando eu te vejo - (Porqué)
- Tic Tac - (Tic Tac)
- Pobres dos Ricos - (Pobre los ricos)
- Assim Será - (Así será)
- Primeiro Encontró - (Primeiro Encontro) *
- Miau Miau - (Kikiriki)
- Vestido Azul - (Mi vestido azul)
- Olhos P'ra Mim - (Você vai me Querer) *
- Sem Ti - (Ven a mí)
- Um Novo Dia - (Los niños no mueren)
- Anda Comigo - (Chaval Chulito)